# Марион (Пенсилванија)
Марион (енгл. Marion) насељено је место без административног статуса у америчкој савезној држави Пенсилванија.

## Демографија
По попису из 2010. године број становника је 953.
| Група             | 2000.    | 2010.       |
| Белци             | 0 (0,0%) | 857 (89,9%) |
| Афроамериканци    | 0 (0,0%) | 14 (1,5%)   |
| Азијати           | 0 (0,0%) | 1 (0,1%)    |
| Хиспаноамериканци | 0 (0,0%) | 70 (7,3%)   |
| Укупно            | 0        | 953         |